# 帝京平成大学
帝京平成大学（ていきょうへいせいだいがく、英語: Teikyo Heisei University）は、東京都豊島区東池袋二丁目51-4に本部を置く日本の私立大学。1987年創立、1987年大学設置。大学の略称は「帝京平成大」、「帝平大」、「平大」、「THU」。

## 概観

### 大学全体
帝京平成大学は1987年に帝京技術科学大学として開学
、1995年学部増設に伴い帝京平成大学に名称変更された。実学教育を基本とし、社会に出てから即戦力となる技能が身につく実践的な実習や講座を展開している。現在は医療・健康・福祉・情報・教育を軸とする都市型総合大学になっている。

### 建学の精神
帝京平成大学の建学の精神は、『実学の精神を基とし、幅広い知識と専門分野における実践能力を身につけ、創造力豊かな逞しい人間愛にあふれた人材を養成する』である。

## 沿革
- 1986年12月 - 学校法人帝京技術科学学園設立。
- 1987年4月 - 千葉キャンパスの地に帝京技術科学大学として開学[1]。情報学部情報工学科、情報システム学科、経営情報学科開設[4]。
- 1990年 - ちはら台キャンパスの地に帝京平成短期大学開学（後の帝京平成看護短期大学）[5]。
- 1992年4月 - 大学院情報学研究科情報学専攻修士課程（現・博士前期課程）を開設。
- 1994年4月 - 情報学部に文化情報学科を開設。大学院情報学研究科情報学専攻博士後期課程を開設。
- 1995年4月 - 学校法人帝京技術科学学園を学校法人帝京平成大学へ、帝京技術科学大学を帝京平成大学へ名称変更[2]。
- 1997年4月 - 情報学部に福祉情報学科を開設。
- 1999年4月 - 情報学部にディジタルビジネス学科を、経営情報学科の通信教育課程を開設。
- 2000年4月 - 大学院情報学研究科情報学専攻修士課程の通信制を開設。
- 2001年 - 情報学部福祉情報学科に社会福祉専攻、介護福祉専攻を設置。
- 2002年4月 - 健康メディカル学部理学療法学科、作業療法学科、言語聴覚学科、臨床心理学科を開設。
- 2003年4月 - 帝京平成大学臨床心理センター開設。
- 2004年4月 - ちはら台キャンパスを開設。薬学部薬学科（4年制）、ヒューマンケア学部看護学科、身体機能ケア学科（トレーナー・整復技術専攻、はり灸専攻）、留学生別科を開設。
- 2005年4月 - 情報学部情報工学科、情報システム学科、経営情報学科、文化情報学科、福祉情報学科、ディジタルビジネス学科、経営情報学科（通信教育課程）を現代ライフ学部人間文化学科（人間文化専攻、介護福祉専攻）、経営マネージメント学科、情報サイエンス学科、経営マネージメント学科（通信教育課程）に改組。現代ライフ学部人間文化学科に保育専攻を開設。帝京平成大学大学院健康情報科学研究科健康情報科学専攻博士前期・博士後期課程開設。
- 2006年4月 - 現代ライフ学部に児童学科を、健康メディカル学部に健康栄養学科を開設。薬学部薬学科を4年制から6年制へ改組。
- 2007年4月 - 大学院健康情報科学研究科に臨床心理学専攻博士前期・博士後期課程を開設。帝京市原整骨院、帝京市原鍼灸院を開設。
  - 8月 - 冲永寛子が学長に就任（副理事長と兼任）。
- 2008年
  - 4月 - 池袋キャンパスを開設し、法人本部を移転。地域医療学部理学療法学科、作業療法学科、柔道整復学科を開設。大学院健康情報科学研究科を健康科学研究科に名称変更。
  - 6月 - 帝京池袋整骨院、帝京池袋鍼灸院を開設。
- 2009年4月 - 現代ライフ学部にレジャービジネス学科を開設。ヒューマンケア学部身体機能ケア学科を募集停止し、柔道整復学科、はり灸学科に改組。留学生別科を募集停止。帝京平成大学東洋医学研究所を開設。
- 2010年
  - 3月 - 留学生別科を廃止。帝京市原鍼灸院を廃止。
  - 4月 - 幕張キャンパス開設。健康メディカル学部医療科学科、地域医療学部医療スポーツ学科を開設。現代ライフ学部の情報サイエンス学科を募集停止。現代ライフ学部人間文化学科の保育専攻を募集停止。
- 2011年
  - 4月 - 大学院臨床心理学研究科臨床心理学専攻専門職学位課程を開設。大学院健康科学研究科臨床心理学専攻博士前期課程を募集停止。
  - 10月 - 帝京平成大学医学教育センターを開設。
  - 11月 - 松本産業技術センターと提携（資本関係構築・産学連携）。
- 2012年
  - 3月 - 大学院健康科学研究科臨床心理学専攻博士前期課程を廃止。
  - 4月 - 大学院薬学研究科薬学専攻博士課程を開設。大学院健康科学研究科に健康栄養学専攻、理学療法学専攻、作業療法学専攻、はり灸学専攻、柔道整復学専攻の修士課程を開設。帝京鍼灸院臨床センターを開設。
- 2013年4月 - 中野キャンパス開設。ヒューマンケア学部はり灸学科を鍼灸学科に名称変更。大学院情報学研究科情報学専攻修士・博士課程を環境情報学研究科環境情報学専攻修士・博士課程に名称変更。情報学研究科情報学専攻修士課程（通信制）を環境情報学研究科環境情報学専攻修士課程（通信制）に名称変更。現代ライフ学部人間文化学科保育専攻を児童学科へ改組。現代ライフ学部レジャービジネス学科を観光経営学科に改組。帝京平成大学教職センターを開設。帝京平成看護短期大学看護学科を改組継承し、地域医療学部に看護学科を開設。助産別科を開設。
- 2014年4月 - 大学院健康科学研究科言語聴覚学専攻修士課程、病院前救急医療学専攻修士課程を開設。大学院健康科学研究科健康科学専攻修士課程の学生募集を停止。
- 2015年5月 - ヒューマンケア学部身体機能ケア学科を廃止。
- 2016年3月 - 現代ライフ学部情報サイエンス学科を廃止。
- 2017年
  - 3月 - 幕張キャンパスを閉鎖。情報学部を廃止。
  - 4月 - 大学院看護学研究科看護学専攻修士課程を開設。大学院健康科学研究科はり灸専攻修士課程を鍼灸学専攻修士課程に名称変更。地域医療学部を健康医療スポーツ学部に名称変更。
- 2018年 - 現代ライフ学部人間文化学科の社会福祉コースを福祉コースに名称変更。帝京平成大学国際交流センター開設。
- 2019年
  - 3月29日 - 帝京平成大学附属日本語学校（各種学校）の設置認可。
  - 4月 - 帝京平成大学大学教育開発・学修支援機構、帝京平成大学スポーツ局開設。
  - 10月1日 - 帝京平成大学附属日本語学校（各種学校）開校。
  - 12月 - 帝京サンシャイン前整骨院開設。
- 2020年 - 現代ライフ学部の経営マネージメント学科を経営学科に、経営マネージメント学科の経営マネージメントコースを経営コースに、経営マネージメント学科の情報システムコースを経営情報コースに名称変更。
- 2021年 - 健康医療スポーツ学部の作業療法学科と理学療法学科をリハビリテーション学科作業療法コース、理学療法コースに改組。
- 2022年 - 現代ライフ学部を人文社会学部に名称変更。

## 組織

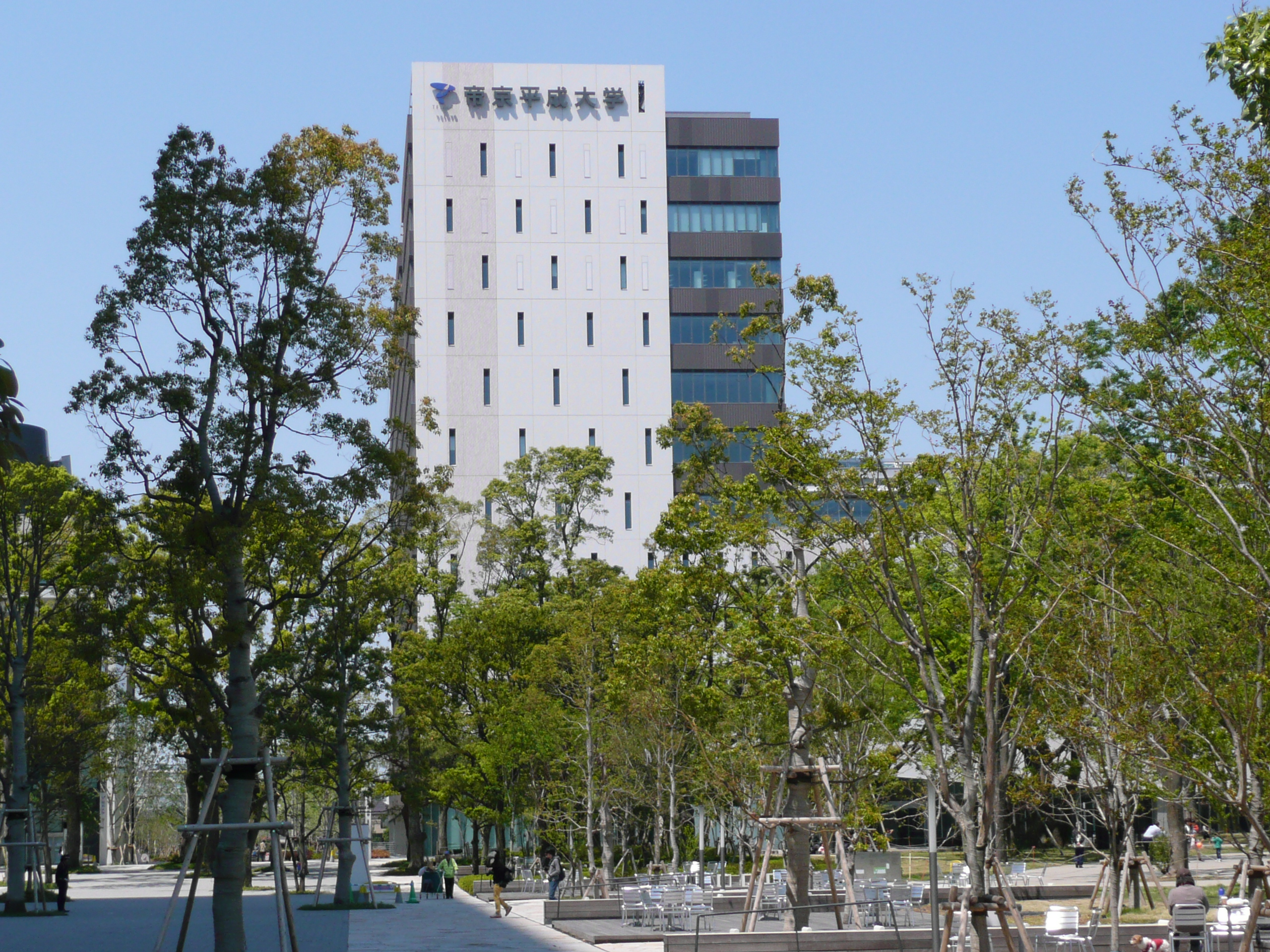
都市型キャンパスを象徴する中野キャンパス

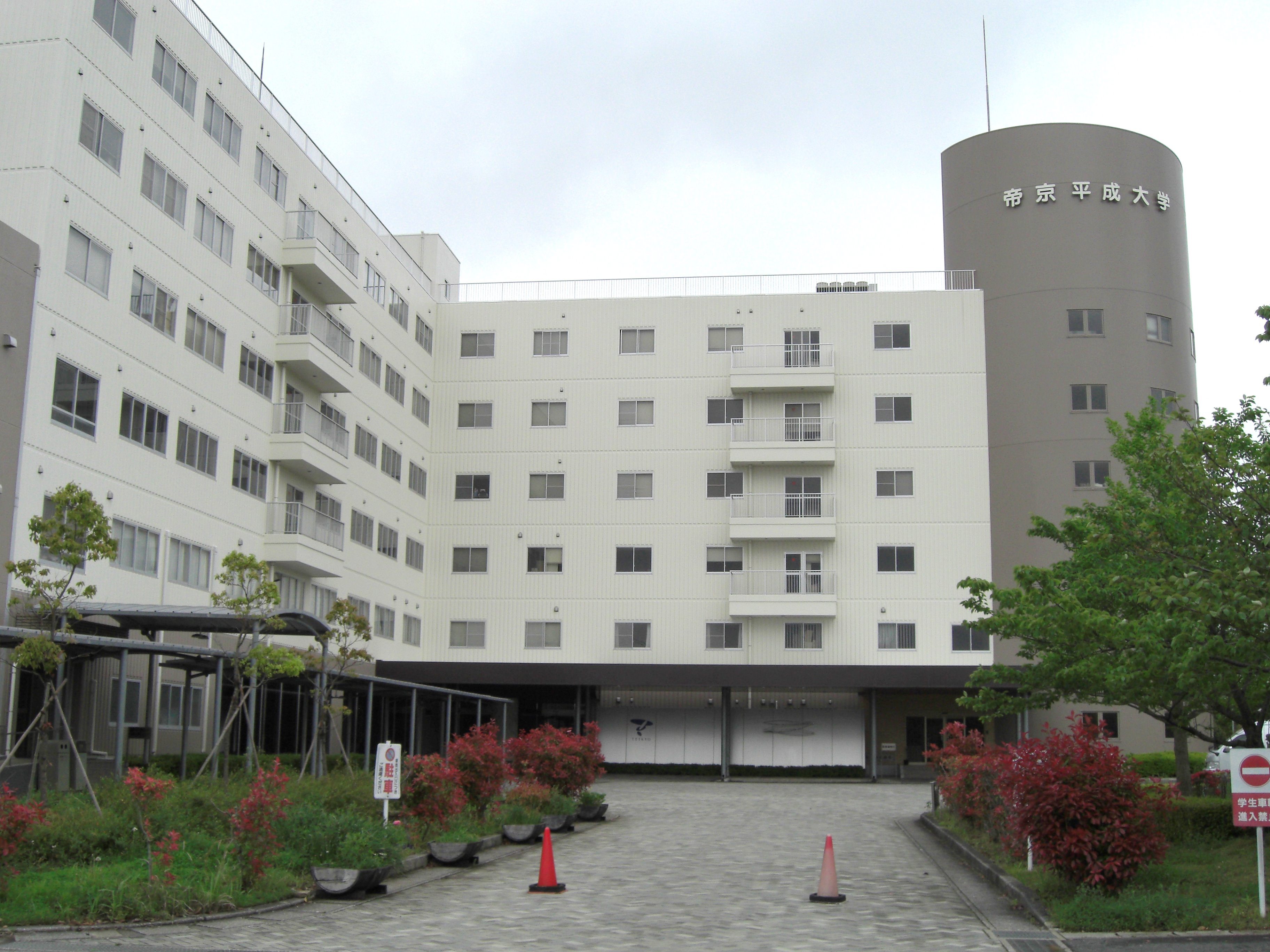
千葉キャンパス 本館

### 学部
- 人文社会学部
  - 人間文化学科
    - 福祉コース
    - メディア文化コース
    - グローバルコミュニケーションコース

  - 経営学科
    - 経営コース
    - トレーナー・スポーツ経営コース
    - 経営情報コース

  - 児童学科
    - 小学校・特別支援コース
    - 保育・幼稚園コース

  - 観光経営学科
  - 経営学科（通信教育課程）

- 健康メディカル学部
  - 理学療法学科
  - 作業療法学科
  - 言語聴覚学科
  - 心理学科
  - 健康栄養学科
  - 医療科学科
    - 救急救命士コース
    - 臨床工学コース

- ヒューマンケア学部
  - 看護学科
  - 柔道整復学科
    - トレーナー・柔道整復コース

  - 鍼灸学科
    - トレーナー・鍼灸コース

- 薬学部
  - 薬学科

- 健康医療スポーツ学部
  - リハビリテーション学科 
    - 作業療法コース
    - 理学療法コース　

  - 柔道整復学科
    - トレーナー・柔道整復コース

  - 医療スポーツ学科
    - 救急救命士コース
    - トレーナー・スポーツコース
    - アスリートコース
    - 動物医療コース

  - 看護学科

### 大学院
- 環境情報学研究科
  - 環境情報学専攻
    - 環境情報学コース（修士課程・博士課程）
    - 臨床工学コース（修士課程）

- 健康科学研究科
  - 健康科学専攻（博士課程）
    - 鍼灸学コース
    - 柔道整復学コース
    - 健康栄養学コース
    - 言語聴覚学コース
    - 作業療法学コース
    - 理学療法学コース
    - 病院前救急医療学コース

  - 臨床心理学専攻（博士課程）
  - 理学療法学専攻（修士課程）
  - 作業療法学専攻（修士課程）
  - 言語聴覚学専攻（修士課程）
  - 健康栄養学専攻（修士課程）
  - 病院前救急医療学専攻（修士課程）
  - 柔道整復学専攻（修士課程）
  - 鍼灸学専攻（修士課程）

- 臨床心理学研究科（臨床心理専門職大学院）
  - 臨床心理学専攻（専門職学位課程）

- 薬学研究科
  - 薬学専攻（博士課程）

- 環境情報学研究科（通信制）
  - 環境情報学専攻（情報コース/医療情報コース）（修士課程）

### 別科
- 助産別科

### 附属機関
- 帝京池袋接骨院
- 帝京池袋鍼灸院
- 薬草園
- 帝京平成大学附属柔道整復施術所
- 帝京平成大学附属はり灸施術所
- 帝京平成大学臨床心理センター
- 医学教育センター
- 教職センター
- 図書館
  - 附属図書館
  - メディアライブラリーセンター
- 東洋医学研究所
- 先端技術開発研究所
- 総合情報技術センター
- キャリアセンター
- 帝京平成大学附属日本語学校（各種学校）

### クラブ活動
- 硬式野球部

## 基礎データ

### キャンパス
- 池袋キャンパス
  - 東京都豊島区東池袋二丁目51-4
  - 法人本部、ヒューマンケア学部（柔道整復学科・鍼灸学科）、健康メディカル学部、大学院健康科学研究科、大学院臨床心理学研究科
  - 池袋駅東口より徒歩12分、東池袋駅・東池袋四丁目停留場より徒歩10分

- 中野キャンパス
  - 東京都中野区中野四丁目21-2
  - 薬学部、人文社会学部、ヒューマンケア学部（看護学科）、大学院薬学研究科、大学院環境情報学研究科、大学院看護学研究科
  - 中野駅より徒歩10分
- 千葉キャンパス
  - 千葉県市原市うるいど南4-1
  - 健康医療スポーツ学部（リハビリテーション学科・柔道整復学科・医療スポーツ学科）
  - 八幡宿駅・蘇我駅より「帝京平成大学行」バス終点下車

- ちはら台キャンパス
  - 千葉県市原市ちはら台西6-19
  - 健康医療スポーツ学部（看護学科）、助産別科
  - 鎌取駅とちはら台駅を結ぶ路線バス「ちはら台中央」下車

### 冲永記念ホール
冲永記念ホール（Okinaga Kinen Hall）は帝京平成大学創設者である冲永荘一の名を冠とした総座席数1,005席（1階785席・2階220席）を擁する多目的ホールであり、帝京平成大学池袋キャンパス内に所在している。当ホールは池袋駅東口徒歩12分という利便性の高い副都心に位置し、講堂空間はプロセニアム形式で5つの楽屋や主催者控室、クロークを設置した本格的な仕様になっている。また帝京平成大学を始めとした帝京大学グループ系列校の学生・生徒や教職員によるイベントや各種シンポジウムのほか、所在地である豊島区主催の公開市民公開講座やコンサートなどに幅広く利用されている。

### 卒業生・在校生就業支援プログラム
キャリアセンターでは卒業生・在校生を対象とした生涯支援サービスのプログラムとして、また都心での就職支援の拠点になることを目的として総合人材サービスを展開する東京海上日動キャリアサービスと連携し、新宿イーストサイドスクエア6階にキャリアサポートセンター新宿サテライトを設置している。卒業生・在校生就業支援プログラムの内容は民間企業のキャリアカウンセラーによる面接指導やロールプレイング、キャリアカウンセリングや求人情報の提供を行っている。またサテライト内にはパソコンスペースを設置しており、就職・転職活動の空き時間に企業研究や書類作成を行うことが出来る都心のサテライトオフィスとなっている。大学ランキング2017年版（AERAムック）採用ランキングによると、帝京平成大学は警察官43位、消防士3位である。

## 対外関係

### 他大学との協定

#### 国内大学
- 放送大学[広報 1]

## 系列校
学校法人帝京平成大学が設置する教育機関のほか、複数の学校法人からなる帝京大学グループが設置する教育機関が存在している。

#### 広報資料・プレスリリースなど一次資料
1. ↑  放送大学　平成28年度　単位互換案内